# سرطانة ختمية الخلايا
سرطانة ختمية الخلايا أو سرطانة حلقية الخلايا (بالإنجليزية: Signet ring cell carcinoma)‏ تُعرف اختصارًا SRCC، هي نوعٌ نادر من السرطانات شديدة الخباثة، منتجٌ للموسين وهو خباثة في الطبقة الظهارية ويتميز نسيجيًا بمظهر الخلايا الختمية.